# Morpholeria abnormalis
Morpholeria abnormalis är en tvåvingeart som först beskrevs av Garrett 1921.  Morpholeria abnormalis ingår i släktet Morpholeria och familjen myllflugor. Inga underarter finns listade i Catalogue of Life.